# Arma 3
Arma 3 — компьютерная игра в жанре тактического шутера с ролевыми элементами, третья по счёту из серии игр Arma, разработанная чешской компанией Bohemia Interactive Studio для платформы Windows.
Игра вышла 12 сентября 2013 года в Steam. Для платформы Linux 1 сентября 2015 года вышла портированная бета-версия 1.42 игры.

## Сюжет

### Сеттинг
Время действия — будущее, 2035 год. На фоне экономического кризиса в Западной Европе и противостояния США с Китаем в Тихом океане, набирает силу вымышленный военно-политический союз, известный как Canton Protocol Strategic Alliance Treaty (CSAT).

### Стороны

#### BLUFOR (Синие)
- НАТО — военно-политический блок, основанный в 1949 году. В игре представлен вооружёнными силами США и Великобритании, а также вымышленным мультинациональным подразделением специального назначения CTRG (Combat Technology Research Group).
- Жандармерия — полицейское формирование из дополнения «Apex», действующее на территории острова Таноа.

#### OPFOR (Красные)
- CSAT (Canton Protocol Strategic Alliance Treaty) — вымышленный военно-политический блок, состоящий из азиатских, ближневосточных и африканских стран. В игре представлен вооруженными силами Ирана и Китая, а также «африканским полком» из неназванной страны.
- Вооруженные силы Российской Федерации — представлены вымышленным 223-м подразделением специального назначения, действующим на территории Ливонии в дополнении «Contact».

#### Независимые (Зелёные)
- AAF (Altis Armed Forces) — вооружённые силы Республики Алтиса и Стратиса. По размеру соответствуют батальону и находятся под командованием полковника Георгиуса Акхантероса[4].
- FIA (Freedom and Independence Army) — повстанческие формирования, действующие на территории Алтиса и Стратиса. Противостоят AAF, стремясь добиться смены правительства в Республике.
- Синдикат — преступная организация из дополнения «Apex», действующая под командованием Соломона Мару на территории острова Таноа.
- Силы обороны Ливонии — вооружённые силы вымышленного восточноевропейского государства Ливония из дополнения «Contact».

### Основная кампания
Пролог игры
Короткая кампания из одного эпизода, рассказывающая предысторию событий основной кампании. Позиционируется как обучающая. Она была выпущена вместе с очередным бесплатным обновлением Steam в июле 2014 года и содержит дополнительные элементы, разработанные уже после релиза игры. В прологе мы играем от лица одного из миротворцев НАТО, во время неудачной попытки установления переговоров с повстанцами FIA. В конечном итоге следствием неудачных переговоров становится грандиозная бойня в бывшей столице «Республики Алтиса и Стратиса» в Кавале. Пролог выполняет обучающую роль и учит ориентированию на карте и первичным навыкам ведения боя.
«Выжить»
На американскую миротворческую базу на острове Стратис прибывает капрал Бен Керри для помощи миротворцам в свёртывании базы. Командующий базой поручает главному герою отвезти грузовики к союзным бойцам на стрельбище в Камино, однако на полпути Керри вместе со своим напарником сержантом Адамсом обнаруживают подбитую машину, а рядом с ней — убитого командующего силами НАТО. В этот момент войска фракции AAF, будучи союзниками ещё несколько минут назад, внезапно атакуют позиции НАТО. Базу, с которой выехали напарники, уничтожают, и им приходится скрыться в лесу. Вскоре на связь выходит выживший после атаки сержант Лэйси и говорит Адамсу, что нашёл ещё несколько союзных бойцов. Главные герои отправляются к их местоположению, однако Адамс подрывается на мине и Керри продолжает путь в одиночку. Через некоторое время с американцами связывается командующий британскими войсками капитан Скотт Миллер и предлагает им присоединиться к остаткам их сил в лагере Максвелл. Уцелевшие бойцы проходят через очередной лес, столкнувшись с патрулями AAF, и вскоре добираются до лагеря.
В лагере Миллер объясняет ситуацию — командующий НАТО убит, практически вся матчасть разрушена, а связь с внешним миром отсутствует. Тем не менее он призывает бойцов собраться, перевооружиться и перехватить инициативу, после чего расформировывает бойцов на отряды, назначает командиров и отправляет бойцов на первое задание — обыскать место падения союзного вертолёта Blackfoot, спасти экипаж и уничтожить обломки. Отряд справляется с основным заданием, но из-за полученных ран пилот погибает. В течение того же дня Керри с союзниками выполняет ещё несколько заданий, в ходе которых им удаётся спасти союзный отряд в деревне Гирна, устранить высокопоставленного офицера AAF, захватить авиабазу Майк-26 и уничтожить на ней коммуникационный центр после неудачной попытки установить связь с НАТО.
Вечером Миллер рассказывает, что им желает помочь FIA — повстанцы с расположенного неподалёку острова Алтис. Ночью американцы встречают своего контакта по имени Никос, который желает поделиться припасами, но план проваливается — AAF удаётся уничтожить припасы, перебить прибывших повстанцев и захватить Никоса. Более того, возвращаясь, Керри с союзниками видит, как лагерь Максвелл попадает под сильный миномётный обстрел. На следующий день капитан Миллер сообщает, что им удалось временно установить контакт с НАТО и подкрепления уже в пути. Для создания плацдарма он предлагает захватить вражескую базу и гавань Агъя. Объединённым отрядам Альфа и Браво удаётся захватить оба пункта, однако отряд Чарли погибает, столкнувшись с более сильными иранскими бойцами фракции CSAT, в больших количествах высадившимися на Стратис. Отряд Дельта под командованием капитана Миллера и лейтенанта Джеймса захватывают быстроходные катера и покидают Стратис вместе с немногими выжившими. Рано утром они приближаются к Алтису, однако катера подвергаются атаке вражеских самолётов, в результате чего Керри теряет сознание.
«Приспособиться»
Два часа спустя Керри приходит в себя на берегу Алтиса, не зная, где находится, и не имея ничего, кроме пистолета с одним магазином. Неподалёку от себя он находит погибшего союзника, забирает у него рацию и связывается с выжившим лейтенантом Джеймсом. Тот рассказывает о своём местоположении и советует главному герою присоединиться к нему. Ночью бойцы присоединяются к партизанам FIA, с которыми американцы уже сталкивались на Стратисе. Помогая их командиру, Керри довозит на машине партизан до одной деревни и продолжает путь. По пути с ним связывает также выживший капитан Миллер и говорит о своём местоположении. Главный герой приезжает в указанное место и обнаруживает рядом с ним солдат CSAT. С помощью союзного снайпера он убивает врагов и следует за Миллером. Тот приводит его в лагерь, где Керри обнаруживает, что повстанцами командует тот человек, что ехал с ним в машине — Костас Ставру. Тот рассказывает повстанцам о сложившейся ситуации и через десять дней назначает задание — перехватить колонну CSAT и выкрасть грузовик снабжения, поскольку повстанцы испытывают большую нехватку припасов. По указанию Ставру Керри возглавляет отряд повстанцев и успешно выполняет задание. Ему удаётся отвести грузовик в убежище, однако вскоре по неизвестным причинам его обнаруживают враги и бойцам приходится отступать в заброшенный индустриальный комплекс, куда был перенесён лагерь.
За несколько следующих дней повстанцы выполняют несколько успешных операций, в ходе которых им удаётся захватить вражеские припасы со строящегося форпоста, выкрасть бензовоз с базы CSAT и с помощью перешедшего на сторону FIA офицера AAF нанести удар по иранским бойцам, перебивших повстанцев в старой столице Алтиса — Кавале. Также Керри удаётся в одиночку провести ряд диверсий против вражеских бойцов. Через некоторое время Ставру сообщает, что на Стратисе удалось обнаружить Никоса и капитан Миллер возглавляет операцию по его освобождению, в то время как Бен со своими бойцами при помощи диверсий выманивает большое количество сил AAF на юг, после чего эвакуируется. Несколько дней спустя повстанцы, снова под командованием Керри, осуществляют атаку на небольшой городок где, столкнувшись со спецназом CSAT, уничтожают артиллерию и захватывают командный пункт. Вскоре происходит несчастный случай — американские вертолёты, сами того не зная, обстреливают местонахождение повстанцев и Ставру погибает. Один из вертолётов кому-то удаётся подбить и Керри со своими бойцами спасает пилота и убеждает его остановить НАТО, обстреливающих позиции повстанцев. На следующее утро прилетает генерал Армстронг и забирает с собой Керри и пилота на Стратис.
«Победить»
На базе НАТО Керри узнаёт, что американцы планируют провести штурм и захват жизненно важных позиций Алтиса. По приказу командования генерал Армстронг вновь возвращает Керри на Алтис, но предупреждает о серьёзных для последнего последствиях, в случае, если тот подставит кого-нибудь из его людей.
Через некоторое время Керри прибывает на задание. Из-за недоверия ему поручают сторожить свалку в небольшом городке, однако вскоре он замечает, как на берег высаживаются бойцы CSAT. Керри находит свой отряд уничтоженным, после чего видит, как враги наносят удары по позициям ПВО. Взяв с собой отряд повстанцев, Керри захватывает позицию у деревни Неокори, после чего успешно защищает его от атаки вражеской бронетехники. На следующий день главный герой со своим отрядом при поддержке техники захватывает вражескую фабрику и готовится к переброске на аэродром, однако их вертолёт подбивает зенитка и бойцам приходится уничтожить её. Следующими успешно проведёнными миссиями становятся захват столицы Алтиса — Пиргос, а также захват электростанции и близлежащей деревни.
Войска AAF оказываются в критическом положении и окапываются в городе София, ожидая помощи от CSAT. Генерал Армстронг решает нанести по ним решающий удар и отдаёт Керри приказ скоординировать миномётный обстрел по городу, после чего дать сигнал о начале атаки. Однако перед этим Керри получает сообщение от лейтенанта Джеймса, находящегося в беде и просящего о помощи. Дальнейшие действия зависят от выбора игрока:
1. Керри координирует миномётный обстрел по Софии и войска AAF, не в силах сдерживать наступление, капитулируют. Через шесть недель Керри сопровождает журналиста к Никосу, после чего получает сообщение от командования, что он срочно нужен для решения «важной проблемы».
2. Керри отправляется на помощь лейтенанту Джеймсу. Тот оказывается в очень плохом состоянии и умирает от полученных ран, но перед смертью просит главного героя отвезти капитану Миллеру грузовик с неизвестным грузом. Керри выполняет задачу и по прибытии между ним и Миллером возникает ссора по поводу того, что капитан, по мнению Керри, саботировал конфликт. В это время на Алтис начинается массированная атака CSAT и генерал Армстронг погибает. Миллер обещает Керри спасти его, однако ночью сообщает, что не может вернуться из-за большого количества врагов. В итоге обозлённому Керри удаётся бежать с острова, захватив катер или вертолёт (на выбор игрока).

### Протокол Apex
В августе 2035 года Республика Островов Горизонт пережила масштабное природное бедствие — цунами, получившее название Тихоокеанской катастрофы. Это событие, опустошившее острова Горизонт, стало катализатором для политического кризиса внутри региона.
Воспользовавшись хаосом, возникшим в результате стихийного бедствия, криминальная группировка Syndikat предприняла попытку захвата власти на Таноа, разгромив правительственные силы на архипелаге. Параллельно с этими событиями наблюдалось резкое усиление вооружения и позиций Syndikat, что вызвало подозрения со стороны международного сообщества.
Для расследования обстоятельств катастрофы и растущего влияния Syndikat НАТО направляет на Таноа секретное подразделение CTRG. Официально операция была представлена как миротворческая миссия, однако истинной целью было выявление причин катастрофы и пресечение деятельности преступной группировки.
В ходе операции выяснилось, что Syndikat получал военную поддержку от Китайской Народной Республики, члена военно-политического альянса CSAT. Группа CTRG, получившая позывной «Рейдер», попала в засаду другой группы «Viper» подконтрольной CSAT и понесла потери. Однако «Рейдер» находит информатора CTRG, агента под кодовым именем «Keystone», которым оказывается Скотт Миллер. Миллер раскрывает секретную информацию о проекте «Eastwind». Согласно сведениям Миллера, Китай мог быть причастен к провоцированию Тихоокеанской катастрофы с целью дестабилизации региона и расширения своего влияния.
В результате проведенных операций CTRG удалось обнаружить, что Syndikat обманул Китай, завладев устройством «Eastwind», которое, по мнению агентов, могло быть использовано для искусственного создания природных катаклизмов. Кроме того, были обнаружены документы, свидетельствующие о существовании секретного плана CSAT, известного как «Протокол Арех». Этот план предусматривал использование подобных технологий для дестабилизации политической обстановки в различных регионах мира и последующей экспансии под видом гуманитарной помощи.
Кульминацией операции стала штурм порта на северном побережье Таноа, где находилось устройство «Eastwind». В ходе этой операции CTRG удалось нейтрализовать лидера Syndikat — Соломона Мару, и уничтожить устройство. После завершения операции НАТО организовала утечку отредактированных документов «Протокола Арех» в СМИ. Эта информация вызвала широкий общественный резонанс и подорвала репутацию CSAT на международной арене.

### Остатки войны
Маркос Курис, местный житель города Ореокастро, вернулся в родной город вскоре после окончания вооруженного конфликта на Алтисе. Стремясь разыскать пропавшего брата Алексиса, Маркос узнал, что последнего видели в городской церкви во время боевых действий. Однако поиски не увенчались успехом: Маркос погиб, подорвавшись на мине. Несколько дней спустя Натан Макдэйд, опытный специалист по обезвреживанию неразорвавшихся боеприпасов (НРБ) из организации IDAP, становится персонажем истории, рассказанной в интервью журналистке AAN News Кэтрин Бишоп. Действие игры разворачивается в разрушенном после войны городе Ореокастро, где Макдэйд, занимаясь обезвреживанием НРБ, параллельно делится с журналисткой пятью историями, повествующими о событиях гражданской войны на Алтисе с разных точек зрения. При этом решения игрока в каждой истории оказывают непосредственное влияние на развитие сюжета и способ изложения историй Макдэйдом.

## Место действия
Действие игры Arma 3 происходит на вымышленных островах Алтис размером 270 км², Стратис размером в 20 км², Таноа размером 100 км² и Мальден размером 62 км², созданные на основе реальных островов. Острова включают в себя фотореалистичную местность и водную среду. На Алтисе представлены более 50 деревень со зданиями, большинство из которых являются одновременно «открытыми» и разрушаемыми.

## Дополнения
Официальные дополнения:
1. Apex — крупное DLC, вышедшее 11 июля 2016 года. Дало пользователю доступ к новому детально проработанному тропическому острову и разворачивающейся на нём новой кампании с новыми фракциями и техникой.
2. Zeus — вышедшее 11 апреля 2014 года дополнение, добавившее режим игры за игрового мастера (Зевса), по своему функционалу напоминающего игровой редактор[6].
3. Malden — дополнение, вышедшее 22 июня 2017 года, которое добавило в игру переделанный остров «Малден» из Operation Flashpoint: Cold War Crisis[7].
4. Karts — вышедшее 29 мая 2014 года дополнение, анонсированное на день смеха[8], и первоначально воспринятое многими в качестве шутки, которое добавляет в игру гоночные карты, гоночные сценарии и соответствующую экипировку.
5. Helicopters — вышедшее 4 ноября 2014 года дополнение, которое добавило усложнённую систему управления вертолётами, портированную из другого симулятора студии BIS — Take On Helicopters, а также доступ к двум новым вертолётам, реальными прототипами которых являются CH-47 и Ка-226.
6. Marksmen — вышедшее 8 апреля 2015 года дополнение, добавившее множество новых образцов вооружения (в основном снайперского), а также новую униформу.
7. Jets — вышедшее 16 мая 2017 года дополнение, добавившее в игру новые сверхзвуковые многоцелевые истребители и новый БПЛА палубного базирования для сил НАТО. Также с этим DLC связан доступный для всех игроков бесплатный контент, включающий в себя военно-морские силы НАТО (авианосец USS Freedom и эсминец класса Liberty), а также средства ПВО наземного и морского базирования.
8. Laws of War (ранее известное как Orange DLC) — вышедшее 7 сентября 2017 дополнение, добавившее в игру новые транспортные средства, одежду, снаряжение, декоративные предметы и мини-кампанию.
9. Tac-Ops — вышедшее 30 ноября 2017 года дополнение, добавившее в игру три новых однопользовательских сценария, ориентированных на сложный и реалистичный игровой процесс.
10. Tanks — вышедшее 11 апреля 2018 года дополнение. Вводит в игру новый танк, а также два бронеавтомобиля. Связано с бесплатным обновлением платформы, добавившем интерьеры для бронетехники и систему управления огнем
11. Contact — вышедшее 25 июля 2019 дополнение[9]. Ввело в игру территорию вымышленной восточноевропейской страны Ливония, посвящённую инопланетному вторжению сюжетную кампанию, а также новые фракции (силы самообороны Ливонии и подразделение ССО России), оружие, технику и экипировку.

Creative DLC (созданные третьими лицами):
1. Global Mobilization — вышло 29 июля 2019. Первое DLC, созданное не Bohemia interactive. в игру добавили территорию Германии, сценарий, посвящённый войне между западной и восточной Германий. в игру были добавлены новые фракции (ГДР, ФРГ, Польша, Дания), а также новое оружие, техника и экипировка тех времён.
2. S.O.G. Prairie Fire — вышло 6 мая 2021 года. Действия происходят в разгар войны во Вьетнаме, игроки бросаются в бой с широким спектром огнестрельного оружия, а также с наземными и воздушными транспортными средствами.
3. CSLA Iron Curtain (железный занавес) — вышло 16 июня 2021 года. Действия происходит в 1980-х, в вымышленном приграничном конфликте между Чехословакией и ФРГ. Дополнение добавляет технику, форму и оружие. Дополнение получило в основном негативные рецензии ввиду низкого качества дополнения.
4. Western Sahara — вышло 18 ноября 2021 года. Действия основной кампании происходят в Западной Сахаре, где игрок управляет группой вымышленного ЧВК «ION Services», которые прибыли для освобождения журналиста AAN, Майкла Салла. Также дополнение добавляет демонстрацию «Алхимик», где игрок помимо оружия использует магию для устранения противника. Дополнение также добавляет новое оружие, перекраски для части имеющегося арсенала игры под пустынную местность, а также элементы одежды, модули, фракции, технику и дромадеров.

## Разработка
| Системные требования    | Системные требования | Системные требования                                                                            |
| ----------------------- | --- | ----------------------------------------------------------------------------------------------- |
|                         | Минимальные | Рекомендуемые                                                                                   |
| Windows                 | |                                                                                                 |
| ОС                      | Windows Vista SP2, Windows 7 SP1                                                                                        | Windows Vista SP2, Windows 7 SP1                                                                |
| ЦПУ                     | Intel Dual-Core 2.4 GHz AMD Dual-Core Athlon 2.5 GHz                                                                    | Intel Core i5-2300 AMD Phenom II X4 940                                                         |
| Объём ОЗУ               | 4 GB | 6 GB                                                                                            |
| Место на диске          | 15 GB | 25 GB                                                                                           |
| Информационный носитель | Цифровой магазин BIS, Steam, DVD                                                                                        | Цифровой магазин BIS, Steam, DVD                                                                |
| Видеокарта              | DirectX 10-совместимая видеокарта с 512 MB видеопамяти. NVIDIA GeForce 8800GT ATI Radeon HD 3830 Intel HD Graphics 4000 | DirectX 11-совместимая видеокарта с 1 GB видеопамяти. Nvidia GeForce GTX 560 AMD Radeon HD 7750 |
| Звуковая плата          | DirectX® совместимая звуковая карта (встроенная)                                                                        | DirectX® совместимая звуковая карта (встроенная)                                                |
| Сеть                    | Internet соединение и Steam аккаунт для активации                                                                       | Internet соединение и Steam аккаунт для активации                                               |

Игра была официально анонсирована 19 мая 2011 года. В апреле 2012 года BIS опубликовала трейлер игры. Сообщалось, что игра выйдет в конце лета, однако в августе выпуск был перенесён на конец 2012 года. Далее BIS заявила, что выпуск игры переносится на 2013 год в связи с отладкой игры и арестом двух разработчиков.
22 февраля стало известно, что Arma 3 будет работать только через Steam — коробочная версия игры потребует установки этого сервиса, а цифровая будет продаваться только посредством Steam.
Альфа-версия игры вышла 5 марта, бета-версия вышла 25 июня, полный релиз состоялся 12 сентября 2013 года без одиночной кампании.
1 сентября 2015 года для платформы Linux вышла экспериментальная бета-версия игры 1.42.
15 октября 2020 года была представлена версия 2.0, и большой список изменений.

### Политические конфликты

#### Арест разработчиков в Греции
10 сентября 2012 года СМИ Греции сообщили что арестованы два разработчика игры — Иван Бухта (Ivan Buchta) и Мартин Пезлар (Martin Pezlar), по подозрению в шпионаже, максимальная мера наказания за который — 20 лет лишения свободы. BIS призвала власти Греции освободить двух её сотрудников. Вопрос об аресте чехов поднимали на всех встречах руководители страны, в Праге возле посольства Греции прошло несколько демонстраций. 15 января 2013 года было объявлено, что чехи освобождены под залог в размере 5000 евро с каждого, при этом расследование дела будет продолжаться.

#### Запрет игры в Иране
В сентябре 2012 года, правительство Ирана заявило, что Arma 3 будет запрещена в стране, так как в игре иранские военные представлены как противник.

## Отзывы и критика
| Сводный рейтинг       | Сводный рейтинг     |
| Агрегатор             | Оценка              |
| --------------------- | ------------------- |
| GameRankings          | 74,87 %             |
| Metacritic            | 74/100 (38 обзоров) |
| Иноязычные издания    |                     |
| Издание               | Оценка              |
| GameSpot              | 8,0/10              |
| IGN                   | 7/10                |
| PC Gamer (US)         | 8,4/10              |
| AusGamers             | 7,2/10              |
| Русскоязычные издания |                     |
| Издание               | Оценка              |
| Absolute Games        | 76 %                |
| PlayGround.ru         | 8 / 10              |
| Riot Pixels           | 60 %                |

Arma 3 получила в целом положительные отзывы, набрав рейтинг 74 из 100 на агрегаторе Metacritic, основанном на 38 отзывах. Некоторые обозреватели хвалят изменения, которые Bohemia Interactive сделали с движком, анимацией и звуком. Тем не менее, другие рецензенты критиковали отсутствие однопользовательского контента при выпуске, в основном, сюжетной кампании.
PC Gamer назвал игру лучшим симулятором года. Arma 3 также получила награду «Czech game of 2013 Award» за технологический вклад в выпуск чешских видеоигр и была выбрана лучшей чешской видеоигрой года в опросе Booom 2013 года. Rock, Paper, Shotgun выбрали Arma 3 как 16-й лучший шутер от первого лица за все время и 10-й лучший симулятор за все время.
Острова Алтис и Стратис также получили много похвал. The Guardian даже включил их вместе с Чернорусью (сеттинг игр Arma 2 и DayZ) в свой список 10 самых красивых игровых окружений. Другие миры видеоигр в списке включали Skyrim, Los Santos, Empire Bay и т. д.
28 мая 2014 года было объявлено, что игра была продана миллионным тиражом. В октябре 2015 года продажи достигли двух миллионов копий, а в марте 2017 года — 3 миллиона. Летом 2018 года, благодаря уязвимости в защите Steam Web API, стало известно, что точное количество пользователей сервиса Steam, которые играли в игру хотя бы один раз, составляет 6 404 450 человек. Игра была продана в количестве почти 5 миллионов копий по состоянию на июнь 2019 года.